# خافيير فيلايوس
خافيير فيلايوس (بالإسبانية: Javier Velayos)‏ (6 أبريل 1987 بمدريد في إسبانيا - ) هو لاعب كرة قدم إسباني في مركز الظهير. لعب مع خيتافي ب وريال مدريد ج وريال مدريد كاستيا وسي إف آر كلوج ونادي براشوف ونادي تارغو موريش.

## وصلات خارجية
- خافيير فيلايوس على موقع قاعدة بيانات كرة القدم.إي يو (الإنجليزية)
- خافيير فيلايوس على موقع Soccerway.com (الإنجليزية)
- خافيير فيلايوس على موقع عالم كرة القدم.نت (الإنجليزية)